# Bostandyk
Bostandyk (kaz. Бостандық ауданы) – jeden z ośmiu dystryktów Ałmaty, znajdujący się w południowej części miasta. Dystrykt zamieszkuje 343 541 osób.